# Ochyrocera cornuta
Ochyrocera cornuta är en spindelart som beskrevs av Cândido Firmino de Mello-Leitão 1944. 
Ochyrocera cornuta ingår i släktet Ochyrocera och familjen Ochyroceratidae. Inga underarter finns listade i Catalogue of Life.